# Улица Коккинаки (Москва)
Улица Коккина́ки находится в районе Аэропорт Северного административного округа города Москвы. Расположена между улицей 8 Марта и Планетной улицей.

## История
Улица появилась в XIX веке в деревне Петровское-Зыково, которая в 1917 году вошла в состав Москвы. Изначально называлась Толстовская улица по фамилии одного из домовладельцев. В 1922 году получила название Пнёвая улица из-за того, что рядом проводились вырубки деревьев и было большое количество пней. До 1985 года улица еще называлась 3-я Свободная. В 1985 году улица была переименована в улицу Коккинаки в память о лётчике-испытателе В. К. Коккинаки (1904—1985).

## Здания и сооружения
- № 5 — Управление Федеральной службы государственной регистрации, кадастра и картографии по Московской области; Отдел предоставления информации о зарегистрированных правах на объекты недвижимости; Управление Федеральной службы Российской Федерации по контролю за оборотом наркотиков по Московской области.
- № 6 — Административное здание Министерства финансов Московской области.
- № 7 — Детский сад № 458.

## Транспорт
Ближайшие остановки общественного транспорта — «Ул. Академика Ильюшина» автобусов 22к, 105, 105к и «Ул. 8-го Марта — Платф. Гражданская» автобусов 22, 22к, 727.
В 200 метрах восточнее улицы Коккинаки расположена платформа Гражданская Рижского направления Московской железной дороги.
В 750 метрах к юго-западу от улицы Коккинаки находится станция метро «Аэропорт» Замоскворецкой линии.